# Тотој (Алба)
Тотој (рум. Totoi) насеље је у Румунији у округу Алба у општини Сантимбру. Општина се налази на надморској висини од 223 m.

## Становништво
Према подацима из 2002. године у насељу је живело 551 становника, од којих су сви румунске националности.